# Lijst van voetbalinterlands Albanië - Slovenië
Deze lijst van voetbalinterlands is een overzicht van alle officiële voetbalwedstrijden tussen de nationale teams van Albanië en Slovenië. De landen speelden tot op heden zeven keer tegen elkaar. De eerste wedstrijd, een kwalificatiewedstrijd voor het Europees kampioenschap voetbal 2000, was op 9 juni 1999 in Tirana. De laatste ontmoeting tussen beide landen, een kwalificatiewedstrijd voor het Wereldkampioenschap voetbal 2014, vond plaats in Ljubljana op 6 september 2013.

## Wedstrijden
| № | Plaats    | Datum            | Competitie           | Wedstrijd          | Uitslag |
| - | --------- | ---------------- | -------------------- | ------------------ | ------- |
| 1 | Tirana    | 9 juni 1999      | EK 2000 kwalificatie | Albanië – Slovenië | 0 – 1   |
| 2 | Ljubljana | 18 augustus 1999 | EK 2000 kwalificatie | Slovenië – Albanië | 2 – 0   |
| 3 | Shkodër   | 24 maart 2007    | EK 2008 kwalificatie | Albanië – Slovenië | 0 – 0   |
| 4 | Celje     | 13 oktober 2007  | EK 2008 kwalificatie | Slovenië – Albanië | 0 – 0   |
| 5 | Tirana    | 9 februari 2011  | Vriendschappelijk    | Albanië – Slovenië | 1 – 2   |
| 6 | Tirana    | 16 oktober 2012  | WK 2014 kwalificatie | Albanië – Slovenië | 1 – 0   |
| 7 | Ljubljana | 6 september 2013 | WK 2014 kwalificatie | Slovenië – Albanië | 1 − 0   |

## Samenvatting
| Competitie        | Totaal gespeeld | Winst Albanië | Gelijk | Winst Slovenië | Doelsaldo Albanië – Slovenië |
| ----------------- | --------------- | ------------- | ------ | -------------- | ---------------------------- |
| WK-kwalificatie   | 2               | 1             | 0      | 1              | 1 − 1                        |
| EK-kwalificatie   | 4               | 0             | 2      | 2              | 0 − 3                        |
| Vriendschappelijk | 1               | 0             | 0      | 1              | 1 − 2                        |
| Totaal            | 7               | 1             | 2      | 4              | 2 − 6                        |

Wedstrijden bepaald door strafschoppen worden, in lijn met de FIFA, als een gelijkspel gerekend.

## Details

### Derde ontmoeting
| EK 2008 kwalificatie (Shkodër, Albanië, 24 maart 2007): |       |          |
| Albanië                                                 | 0 – 0 | Slovenië |
|                                                         | goals |          |

### Vierde ontmoeting
| EK 2008 kwalificatie (Celje, Slovenië, 13 oktober 2007): |       |         |
| Slovenië                                                 | 0 – 0 | Albanië |
|                                                          | goals |         |

### Zevende ontmoeting
| WK 2014 kwalificatie (Ljubljana, Slovenië, 6 september 2013): |       |         |
| Slovenië                                                      | 1 – 0 | Albanië |
| Kevin Kampl 19'                                               | goals |         |
| - Debuut van Agon Mehmeti (SC Olhanense) voor Albanië.        |       |         |